# Marc-Édouard Nabe
Pour les articles homonymes, voir Nabe et Zanini.
Marc-Édouard Nabe, nom de plume d’Alain Zannini, est un écrivain français, né le 27 décembre 1958 à Marseille.
En 1985, il publie son premier livre, Au régal des vermines, un ouvrage aux accents pamphlétaires qui cause un scandale à sa sortie. Auteur d'essais et de romans, il a également publié des recueils de nouvelles et de poèmes et quatre tomes de son journal intime ainsi que de nombreux textes dans des revues, notamment L'Infini et L'Idiot international. Il est également peintre et guitariste,.
Longtemps publié par les éditions du Rocher, il perd cet éditeur en 2005 et reste ensuite plusieurs années sans publier aucun nouvel ouvrage. En 2008, au terme d'un procès avec les éditions du Rocher, il récupère les droits de vingt-deux de ses livres. En 2010, il revient avec L'Homme qui arrêta d'écrire, un roman qu'il auto-édite en revendiquant de contourner désormais l'édition traditionnelle et les circuits des librairies.
Marc-Édouard Nabe est un personnage controversé depuis la parution de son premier livre, Au régal des vermines, qui lui a notamment valu d’être accusé d'antisémitisme,,. Dans ses livres et ses articles, il s'en prend à de multiples cibles de manière injurieuse, voire ordurière. La publication de son journal intime a notamment contribué à le brouiller avec une grande partie des milieux littéraires. Dans les années 2000, il fréquente la mouvance d'extrême droite complotiste d'Alain Soral et Dieudonné avant de se brouiller avec eux et de dénoncer leur « escroquerie ». Depuis les attentats du 11 septembre 2001, il fait l'apologie du terrorisme islamiste,,,,,.

## Biographie

### Enfance
Alain Marc Édouard Zannini naît le 27 décembre 1958 à Marseille. Il est le fils de Marcel Zanini, musicien de jazz d'origine gréco-turco-italienne. Il est baptisé catholique le 8 février 1959 et grandit à Marseille. En 1970, au moment où son père devient célèbre grâce à la chanson Tu veux ou tu veux pas, la famille s'installe à Paris. Grâce à son père, il côtoie à l'époque des musiciens de jazz, ainsi que des artistes de music-hall, des dessinateurs comme Fred, Jean Giraud et Siné.

### Vie familiale
Durant son service militaire débuté le 2 août 1979, Marc-Édouard Nabe rencontre Hélène Nottiaux (née le 17 juin 1954) à la gare de Charleville-Mézières le 22 juin 1980. Deux mois plus tard, ils s'installent dans le 14e arrondissement de Paris mais se séparent quelques mois plus tard. Ils finissent par se mettre en couple en 1981, pendant 19 ans, et divorcent en 2000. Le 17 septembre 1990, Hélène donne naissance à un fils, Alexandre Zannini. Sa mère et lui sont sujets d'un grand nombre des livres de Marc-Édouard Nabe. Par ailleurs, la grossesse d'Hélène est évoquée dans Kamikaze, le quatrième tome du journal intime de l'auteur, paru en mars 2000.

### Adolescence et premières publications
En 1973, encore adolescent, il adopte le pseudonyme « Nabe », qui est le diminutif du sobriquet « nabot » que lui donnaient ses camarades de lycée,. Il signe sous ce nom des dessins dans Hara-Kiri, entre 1974 et 1975.
En juillet 1977, il expose ses peintures à la galerie du Mole, au Cap d'Agde. À partir de 1983, il tient un journal intime. En 1984, il recommence à fréquenter la rédaction d'Hara-Kiri et assiste ensuite régulièrement aux bouclages, organisés les mardis soir rue des Trois-Portes avec le professeur Choron, Gébé et Cavanna. Nabe apparaît à diverses reprises dans les romans-photos comiques de Choron. Il décrit dans plusieurs tomes de son journal intime l'ambiance du Hara-Kiri de l'époque, autour de Choron.
Il publie ses premiers textes dans les revues Sud et le Jazzophone. En 1984, il collabore à la revue Vertiges des lettres, dirigée par Siné, et signe un texte dans L'Infini, la revue littéraire dirigée par Philippe Sollers.
À la demande de son père, il étudie la musique et devient guitariste rythmique. Plus tard, il se produit occasionnellement en accompagnant son père. Le jazz demeure par la suite l'une de ses passions et l'un des thèmes récurrents de ses écrits.

### Premiers livres
Son premier ouvrage publié, Au régal des vermines, sort le 25 janvier 1985 chez Bernard Barrault. Dans cet essai, Nabe fait part de son admiration pour des auteurs comme Louis-Ferdinand Céline, André Suarès, Lucien Rebatet, Sade ou encore Léon Bloy. Abordant de multiples thèmes, le livre tourne cependant avant tout autour de Nabe lui-même, qui dit vouloir « faire de son nombril le maelstrom du monde ». Il y décrit, sur un ton pamphlétaire et virulent, ses goûts (le jazz, les femmes, les Noirs, ses écrivains préférés…) et ses dégoûts (le rock, les féministes, les « pédés » et les milieux culturels contemporains).
La sortie de ce premier livre est accompagnée de polémiques publiques. L'ouvrage contient en effet de nombreux passages provocateurs et s'en prend violemment à diverses catégories de personnes (les femmes, les enfants, les vieillards, certains écrivains et musiciens, les socialistes…). Nabe écrit entre autres : « Je suis très raciste. J'espère que les Noirs vont finir par enculer tous les blancs et les assombrir pour toujours. Le métissage n'est pas une solution pour empêcher le racisme mais pour l'accroître. C'est sa seule vertu… Tout est race dans la vie. Je prétends qu'il existe des différences essentielles entre la race noire, blanche, jaune. […] La plus belle race du monde, ce sont les nègres ! », « Les pédés, je les hais, mais ils ne sont qu'une minorité parmi d'autres. », et « Du moment que je vomis le monde entier, il n'y a aucune raison pour que les Juifs soient exclus de ma gerbe d'or. […] Les Juifs sont responsables de la civilisation écœurante de cette ordure de Dieu. Les Hébreux d'Israël je les dégueule donc, je les colle contre leur ignoble mur croulant des larmes. […] Plus les ondes du Juif swinguent dans le néfaste, plus le monde est judaïque ». Ce sont les passages sur les Juifs qui occasionnent le plus de controverses, Nabe étant accusé d’antisémitisme.
Le 15 février 1985, Nabe est invité par Bernard Pivot dans son émission Apostrophes dont le thème est ce jour-là « Les mauvais sentiments ». À l’antenne, l'écrivain revendique une « haine totale » de l'humanité, déclare que les livres des autres invités lui sont tombés des mains et qualifie la Ligue internationale contre le racisme et l'antisémitisme (LICRA) de « gens qui se servent du monceau de cadavres d'Auschwitz comme du fumier pour faire fructifier leur fortune »,. Un échange très tendu l'oppose à l'un des invités, Morgan Sportès qui trouve le livre de Nabe « insensé de connerie » et se dit dérangé par son admiration pour des écrivains antisémites,. Après l'émission, le journaliste Georges-Marc Benamou s'introduit dans les studios et frappe Nabe au visage,. La LICRA, quant à elle, assigne l'écrivain et son éditeur en justice, pour diffamation et provocation à la haine raciale. La défense de Nabe et Barrault est assurée par l'avocat Thierry Lévy. La LICRA est finalement déboutée en appel, puis en cassation le 8 février 1989, le juge ayant admis la prescription invoquée par la défense.
Au régal des vermines reçoit un accueil critique contrasté, certains articles soulignant le talent d'écriture de l'auteur tandis que d'autres restent sceptiques, voire rebutés, devant sa personnalité,. À la suite de ce premier livre, Nabe conserve durablement une réputation d'écrivain sulfureux. Lui-même considère avoir fait une sorte de hara-kiri lors de son passage à Apostrophes et commente, dans Nabe's Dream, « C'est une expérience unique chez un écrivain : se tuer au moment de sa naissance ». Incidemment, il devient l'ami du truand en cavale Albert Spaggiari, qui avait apprécié sa prestation dans l'émission.
Son deuxième livre, Zigzags, publié en 1986 chez Barrault, est un recueil de textes. La même année, Denoël fait paraître L'Âme de Billie Holiday, essai consacré à la chanteuse américaine de jazz. Ce livre est bien accueilli par la critique. Lors de sa réédition en 2007, Delfeil de Ton écrit que chaque page « est éclairante, poétique, écrite ». Toujours en 1986, Nabe sort également Chacun mes goûts, un recueil d'aphorismes édité au Dilettante. En octobre de la même année, il écrit des chroniques pour le festival Nancy Jazz Pulsations,. En 1987, il travaille à son premier roman, Le Bonheur, qui est publié par Denoël en janvier de l'année suivante. Tournant autour du thème de la peinture, ce long roman mêle la passion de l'écrivain pour l'art pictural et son intérêt pour la religion. L'accueil critique est inégal : si dans Le Figaro littéraire, Patrick Grainville salue le talent de Nabe en le comparant à Céline et Cendrars, Patrice Delbourg, dans L'Événement du jeudi, conseille de s'éviter « deux bonnes journées d'ennui » en ne lisant pas Le Bonheur. À l'occasion du bicentenaire de la Révolution française et contre les célébrations qui sont alors organisées, Nabe publie en septembre 1989 La Marseillaise, texte sur le morceau éponyme du saxophoniste de free jazz Albert Ayler.
De 1989 à 1990, Marc-Édouard Nabe contribue au journal L'Idiot international, dirigé par Jean-Edern Hallier. Il y attaque sur un ton pamphlétaire des personnalités comme Élisabeth Badinter, Serge Gainsbourg ou l'abbé Pierre. Ce dernier texte en particulier crée un tollé au sein de la rédaction de l’Idiot : Hallier soutient Nabe contre sa propre équipe et publie dans le numéro suivant un texte défendant l'article. En février 1990, il publie dans L'Idiot international un article-fleuve sur les médias, intitulé Rideau. Ce texte pamphlétaire, qui prophétise la fin de l'univers des médias et de la télévision, est publié en 1992 sous forme de livre par les Éditions du Rocher. En 1991, il écrit dans le journal L'Imbécile de Paris, dirigé par Frédéric Pajak.

### Collaboration avec le Rocher et d'autres éditeurs
Le 31 décembre 1989, Marc-Édouard Nabe signe avec Jean-Paul Bertrand, propriétaire des Éditions du Rocher, en vue de publier son journal intime. Le même jour, il participe, avec huit autres écrivains, à un ouvrage édité par le Rocher consacré aux années 1980, intitulé 10 ans pour rien ?. Chacun des auteurs est enfermé dans une chambre de l'hôtel Meurice et doit remettre son texte à l'éditeur à minuit. Nabe signe pour ce livre le texte « Le coup de grâce », qui est reproduit en 1998 dans le recueil Non.
Les Éditions du Rocher publient en mai 1991 le premier tome du journal de Marc-Édouard Nabe dont elles sont ensuite, jusqu'en 2005, le principal éditeur. En vertu d'un accord verbal entre Jean-Paul Bertrand et Nabe, ce dernier reçoit, en contrepartie de la cession de ses droits d'auteur, un revenu mensuel d'environ 2 200 euros. En prime, le Rocher prend en charge sa note de téléphone mobile, lui avance divers frais dont ses billets d'avion et met à sa disposition une secrétaire.
Durant les années 1990, Nabe publie chez le Rocher, en quatre tomes, son journal rédigé pendant la décennie précédente. Les volumes — Nabe's Dream (1991), Tohu-Bohu (1993), Inch'Allah (1996) et Kamikaze (2000) — dont chacun tourne autour de mille pages, couvrent une période allant de 1983 à 1990. Le premier tome s'achève sur son passage à Apostrophes. La publication de ce journal, où il dépeint des personnalités avec férocité sans changer aucun nom, alimente sa réputation de provocateur et lui vaut de nombreuses inimitiés. C'est notamment le cas d'Albert Algoud, dont la vie privée est révélée par Nabe et qui juge avoir été « sali, diffamé, couvert de crachats ».
Parallèlement à la rédaction de son journal, Nabe publie en 1992 chez Gallimard Visage de Turc en pleurs, mise en roman de son voyage en Turquie. Ce livre fait l'objet de plusieurs critiques élogieuses : Le Monde parle ainsi de « deux cents pages d'une prose joueuse, iconoclaste et facétieuse » et Le Figaro Magazine d'un roman « remarquable par les éclats d'un langage fougueux ». La même année sort chez le Rocher L'Âge du Christ qui a pour sujet le christianisme et la première communion de Nabe, effectuée à Jérusalem le jour de ses 33 ans. En octobre 1992, le même éditeur publie un recueil d'aphorismes entièrement manuscrit par l'écrivain, Petits riens sur presque tout. Ce nouvel ouvrage est mal reçu par Le Figaro littéraire qui le qualifie d'« auto-hagiographie d'un polygraphe », tandis que la Tribune de Genève y voit une « suite d'aphorismes d'une effarante vacuité » qui « relève à peu près de la foutaise ».
En 1993, à l'occasion des quarante ans de la mort de Django Reinhardt, il consacre au guitariste un livre intitulé Nuage, édité par Le Dilettante. Il publie la même année le second tome de son journal, Tohu-Bohu, qui revient notamment sur les conséquences de sa prestation du 15 février 1985 dans Apostrophes. L'année 1995 s'ouvre avec la publication par Gallimard, en collection Blanche, de son roman Lucette. Le livre, consacré à la veuve de Louis-Ferdinand Céline, Lucette Destouches, raconte ses souvenirs et sa vie d'aujourd'hui au milieu de ses amis. En 1996, sort le troisième tome de son journal intime, Inch'Allah. Entre 1995 et 1998, il publie des articles dans Paris-Match. En janvier 1997, Pajak, Vuillemin et Nabe fondent leur propre mensuel, L'Éternité, qui ne dure que le temps de deux numéros.
En 1997, un recueil des pièces de Henri Bernstein est publié aux Éditions du Rocher. L'ouvrage, Théâtre, est le résultat d'un travail de deux ans mené par Marc-Édouard Nabe et George Bernstein-Gruber, fille du dramaturge. L'ouvrage s'ouvre sur une préface de 83 pages écrite par Nabe et intitulée La Jungle de Bernstein.
En 1998, Nabe publie chez Gallimard le roman Je suis mort qui commence par le suicide du narrateur. L'histoire du personnage, un comédien qui se donne la mort après avoir eu un trou sur scène, se veut une métaphore des déboires médiatiques de l'auteur, notamment à Apostrophes. L'écrivain connaît à l'époque une forme de « réhabilitation médiatique ». La même année, il publie chez le Rocher deux recueils d'articles (Oui et Non), ainsi qu'un recueil de contes illustré par Vuillemin (K.-O. et autres contes). Le dessinateur Fred illustre son recueil de poésies Loin des fleurs, tandis que Coups d'épée dans l'eau, livre de retranscription des entretiens donnés par l'écrivain de 1984 à 1999, est accompagné de dessins de Gébé.
En mars 2000, il publie, toujours chez le Rocher, le quatrième tome de son journal, Kamikaze. Ce volume est tiré à 4 000 exemplaires et coûte entre 800 000 et un million de francs aux éditions du Rocher, mobilisant deux ans de travail, une dactylographe, trois correcteurs et quatre jeux d'épreuves. Interrogé sur le coût de publication et l'impossibilité de générer le moindre bénéfice, Jean-Paul Bertrand, déclare : « Je l'assume car c'est une œuvre unique et révolutionnaire. Marc-Édouard Nabe est l'un des écrivains les plus doués de sa génération. Son journal constitue un formidable témoignage sur l'époque ». L'ouvrage est très mal reçu par plusieurs critiques, notamment Michel Polac qui le trouve « à vomir » et qualifie son auteur de « raclure de bidet »,. En juin, Nabe et Polac sont tous deux invités de l'émission Ripostes, animée sur France 5 par Serge Moati, à l'occasion d'un numéro dont le thème est : « Peut-on tout dire dans un journal intime ? » Sur le plateau, le débat entre les deux hommes tourne à l'échange d'insultes. Polac obtient ensuite que la diffusion de l'émission soit annulée. Nabe affirme alors que l'émission a été censurée car un extrait du journal de Polac, dans lequel ce dernier racontait avoir eu un contact sexuel avec un enfant, avait été lu à l'antenne. Polac déclare quant à lui que l'incident a éclaté car il avait voulu dénoncer l'antisémitisme de Nabe en citant ses écrits sur la profanation du cimetière juif de Carpentras.
Toujours en 2000, Nabe publie, dans L'Infini, Mon meilleur ami, réponse littéraire au portrait que fait de lui Stéphane Zagdanski dans son livre, Pauvre de Gaulle !. Il passe ensuite plusieurs mois sur l'île de Patmos. Durant cette période de retraite, il puise dans les volumes non encore publiés de son journal intime pour transformer son écriture diariste en écriture romanesque et en tirer le livre Alain Zannini. Au terme de son séjour à Patmos, il brûle le journal intime qu'il avait rédigé tout au long des années 1990,.
De retour à Paris, les attentats du 11 septembre 2001 lui inspirent un pamphlet intitulé Une lueur d'espoir qui, paru moins de deux mois après l'évènement, exalte les attaques terroristes. La destruction du World Trade Center — qualifié de « tours de Babel du Veau d'or » — y est notamment décrite à l'aide d'une « métaphorisation érotique », la pénétration des gratte-ciels par les avions étant comparée à la sodomie. Patrick Besson, souvent bien disposé à l'égard de Nabe, écrit cette fois dans Le Figaro Magazine que l'écrivain « menace dans le vide, vitupère en biais, accuse dans le vague, suspecte n'importe qui et dénonce tout le monde ».
Alain Zannini sort en septembre 2002, suivi en avril de l'année suivante de son « making-of » littéraire, L'Affaire Zannini. Le roman fait l'objet de plusieurs critiques enthousiastes : La Tribune de Genève y voit un livre « en filiation directe avec Rabelais ou Joyce, soit deux géants a priori totalement incompatible », tandis que Paris Match parle du « bouquin le plus excitant de la saison». En novembre de la même année, le livre figure sur la première liste de sélection pour le Prix Goncourt.
En mars 2003, après avoir lancé un appel aux artistes français à le rejoindre, Marc-Édouard Nabe part à Bagdad pour protester contre la guerre qui commence. Il fait le récit de ce voyage dans Printemps de feu, qui sera très mal reçu par la critique française : Les Inrockuptibles jugent que Nabe « écrit comme un pied » et qu'à côté de lui, « Beigbeder passerait presque pour Chateaubriand », Le Figaro le décrit comme « l'indigne héritier de Jean-Edern Hallier [qui] fait l'effet d'un collégien onaniste et présomptueux qui voudrait en vain communiquer son plaisir au lecteur », tandis que Marianne parle de « pétard mouillé ».
En novembre 2003, Nabe crée un nouveau mensuel, La Vérité. Illustré par le dessinateur Vuillemin, le journal comprend également des articles d'« analyse politique » que le terroriste Carlos écrit depuis sa cellule. Le journal est cependant assigné en justice par l'Association pour l'information ouvrière, dirigée par Pierre Lambert et qui détient le journal trotskiste du même nom, édité depuis 1929. Le 16 janvier 2004, la justice donne raison aux lambertistes : le journal de Nabe disparaît des kiosques après un quatrième numéro en date de février 2004. Toujours en 2004, les Éditions du Rocher publient un recueil de textes de Nabe consacrés à l'actualité du moment, J'enfonce le clou, qui contient les articles de La Vérité ainsi que des inédits écrits au cours de l'année. L'ouvrage est mal accueilli, notamment par Le Figaro Littéraire, qui estime que « les convictions les plus tranchées, et souvent les plus outrancières, ne suffisent pas à faire un style ou une pensée » et que « Nabe ne communique plus qu'ennui et fatigue », et par Le Magazine littéraire, qui parle de « théories fumeuses poussées parfois jusqu'à la bêtise ». Ce vingt-sixième livre de Nabe est également le dernier publié par le Rocher.

### Rupture avec le monde de l'édition
Malgré les polémiques qui ont entouré la parution de son premier livre, Marc-Édouard Nabe a pu continuer sa carrière littéraire grâce notamment à l'appui des Éditions du Rocher, mais aussi à celui de Philippe Sollers et de Jean-Edern Hallier dont il a fait figure, un temps, de « protégé ». Hallier, notamment, le défend dès 1986 et le présente comme un écrivain « marginalisé par une bande de cons de la critique littéraire ». En 1996, il lui remet le Prix Paris Première dans le cadre de son émission Jean-Edern's Club. Nabe continue cependant de polémiquer régulièrement avec d'autres personnalités du milieu littéraire, qu'il prend volontiers à partie dans son journal intime. En 1995, en plein Salon du livre de Paris, Josyane Savigneau, alors directrice du Monde des livres, lui jette une coupe de champagne à la figure. En 2010, Slate le décrit comme « l'un des auteurs les plus détestés de sa génération ». Il pratique de plus en plus, avec les années, une « littérature de combat » qui le conduit à une solitude croissante. Dans Kamikaze, l'un des tomes de son journal intime, il écrit « J'aime bien mes amis, mais je préfère les mépriser ».
Au fil des années, Nabe se brouille publiquement avec des écrivains dont il avait été proche, parmi lesquels Stéphane Zagdanski (qui, par la suite, s'en prend à son ancien ami dans des vidéos diffusées sur Internet) et Yann Moix. Ce dernier déclare, en 2015, « Quand j’étais jeune, [Nabe] était mon écrivain préféré, je n’ai jamais caché mon admiration littéraire pour lui. Je suis très étonné qu’on veuille me contaminer avec ce qu’il est devenu. J’ai arrêté de le voir en 2007 après lui avoir envoyé un SMS qui disait "Va te faire enc***" parce qu’il avait commencé à écrire des choses qui me dégoûtaient. Avant, soit je n’avais pas vu ce qui était en train de se passer chez lui, soit je ne l’avais pas pris au sérieux. Ses excès me semblaient relever du délire verbal ironique. Après 2007, je l’ai coulé sous une chape de plomb ». En 2017, Nabe se venge en révélant, dans son livre Les Porcs, les écrits de jeunesse antisémites de Moix.
Malgré le boycott dont il fait l'objet dans une partie des médias, en raison notamment d'un antiaméricanisme et d'un antisionisme virulents, Nabe conserve sur le long terme l'appui de certaines personnalités, comme Frédéric Taddeï qui le reçoit à diverses reprises dans son émission Ce soir (ou jamais !) et qui en fait par ailleurs le parrain de son fils. L'animateur a fait régulièrement l'objet de critiques pour sa propension à inviter Nabe,. Dans les années 2010, Éric Naulleau continue lui aussi de recevoir Nabe dans ses émissions. L'écrivain Patrick Besson fait également partie de ses soutiens et parle avec sympathie de lui et de ses livres dans sa chronique du Point,.
En 2005, les éditions du Rocher, vendues par Jean-Paul Bertrand, se séparent de Marc-Édouard Nabe, le privant de sa mensualité. L'année suivante, l'écrivain assigne son ancien éditeur en justice, pour lui interdire l'exploitation de ses livres et obtenir la remise des stocks et de ses manuscrits. En décembre 2005, à l'occasion des vingt ans de sa parution, il fait republier son premier livre par Le Dilettante, en l'augmentant d'une préface inédite intitulée Le Vingt-septième Livre. Dans ce texte (par la suite publié en volume), il met en parallèle son destin et l'échec commercial de tous ses livres — il se qualifie lui-même de « worst-seller » — avec la réussite de Michel Houellebecq qu'il côtoyait quand ils habitaient en face l'un de l'autre, rue de la Convention,. Il imagine dans les dernières lignes le discours qu'il tiendrait s'il mettait un terme à sa carrière d'écrivain.
Après la fin de sa collaboration avec les éditions du Rocher, il commence à publier des « tracts » dans lesquels il commente l'actualité et qu'il diffuse gratuitement. Ces textes sont collés sur des murs de Paris par des « admirateurs »,,. Entre 2006 et 2009, huit tracts sur des sujets d'actualité divers (dont le coup de tête de Zidane, l'éviction de Siné de Charlie Hebdo, l'euthanasie, l'élection de Barack Obama) sont publiés. Pendant plusieurs années, Nabe passe cependant pour « fini » dans les milieux littéraires. Il tire des revenus de ses activités de peintre et de musicien, exposant et vendant ses tableaux et accompagnant son père à la guitare.
En octobre 2006, paraît chez Léo Scheer un recueil d'extraits de ses vingt-sept livres, Morceaux choisis. Les extraits sont sélectionnés par Angie David et rangés sous la forme d'un abécédaire. Le 17 octobre Nabe, est invité dans l'émission de Laurent Ruquier On a tout essayé pour promouvoir le livre. Le chroniqueur Gérard Miller le prend à partie au sujet du contenu d’Au régal des vermines ; Nabe quitte alors le plateau en dénonçant son traitement dans l'émission et en déplorant de ne pouvoir répondre. Il est défendu après son départ par un autre chroniqueur, Philippe Vandel[réf. nécessaire].
En 2007, les éditions de la Table ronde rééditent L'Âme de Billie Holiday, qui devient à cette occasion le premier livre de Nabe disponible en format poche. La couverture est un dessin à l'encre de Billie Holiday, réalisé par l'écrivain. En février 2007, Nabe organise à la galerie Vie d'Artistes une exposition de ses peintures, « Écrivains et jazzmen ». Il réitère l'expérience deux ans plus tard à l'office du tourisme du Liban, à Paris, avec une exposition intitulée « Les Orients de Nabe »,,.
En juillet 2008, Nabe, défendu par Emmanuel Pierrat, obtient gain de cause contre les Éditions du Rocher, l'éditeur n'ayant pas respecté le délai nécessaire de trois mois pour rompre le contrat non-écrit qui liait les deux parties. Le Rocher est contraint de restituer à l'écrivain les droits des livres publiés, ainsi que leurs stocks promis au pilon. Outre les droits des seize livres parus chez Le Rocher, Nabe obtient également que lui soient cédés ceux d'ouvrages publiés par d'autres éditeurs. Il récupère ainsi la pleine propriété de vingt-deux de ses livres.
En septembre 2009, Nabe apparaît aux côtés de Philippe Vuillemin dans le documentaire Choron, dernière de Pierre Carles et Éric Martin, pour évoquer ses souvenirs du professeur Choron et fustiger le changement de ligne éditoriale de Charlie Hebdo depuis l'arrivée à sa tête de Philippe Val.
L'année suivante dans L'Homme qui arrêta d'écrire, son premier roman auto-édité, il multiplie à nouveau les attaques contre d'autres figures du milieu littéraire. Il qualifie ainsi son ancien éditeur Philippe Sollers de « plus méprisé de tous les écrivains d’aujourd’hui », qui écrit des livres « de plus en plus vulgaires et vides, que personne n’achète ni ne lit ». En 2013, Sollers range Nabe parmi les écrivains qui ont gâché leur carrière et commente : « Marc-Edouard Nabe avait quelque chose, puis ça a été un suicide ». L'année suivante, cependant, il accueille dans sa revue L'Infini un nouvel écrit de Nabe. Intitulé L'Eunuque raide, ce texte consiste selon Jérôme Dupuis en une violente attaque contre Stéphane Zagdanski qui s'en était pris à Nabe comme à Sollers : Zagdanski y est tourné en ridicule de manière scabreuse, tandis que son épouse africaine y est traitée de « pute » qui pousse des « cris de singe » en se faisant sodomiser.
En 2018, dans un article où il conteste la notion d'« écrivains maudits » contemporains, Pierre Assouline estime que Nabe a fini par s'auto-éditer non pas en raison « d’un ostracisme, d’un boycott ou d’un complot éditorial », mais « après avoir épuisé nombre de bonnes maisons ». En 2019, Le Point le décrit comme un auteur « par sa seule faute marginalisé, malgré le talent réel que lui reconnaissent nombre de ses détracteurs ».

### «Anti-édition»et autres initiatives
En 2010, Nabe ouvre une plateforme Internet consacrée à la vente des livres dont il a récupéré les droits et les stocks, ainsi qu'à celle d'un nouvel ouvrage qu'il publie lui-même. Pour nommer son procédé éditorial, il crée le terme d'« anti-édition », qu'il définit comme « une auto-édition pour un auteur déjà connu ». Selon lui, outre la liberté éditoriale, l'anti-édition permet à l'écrivain de percevoir en droits d'auteur une part plus large du prix de vente de son livre : « au lieu de toucher mes misérables 10 % de droits d'auteur, désormais, je serai à 70 % ». À partir de 2016, il utilise son site pour vendre également ses tableaux.
Le 14 janvier 2010, paraît L'Homme qui arrêta d'écrire, son vingt-huitième livre, et le premier à être « anti-édité », dont il a financé l'impression en exposant et en vendant ses tableaux. Ce roman de 695 pages raconte le quotidien d'un auteur ayant cessé d'écrire, comme annoncé dans la conclusion du Vingt-septième livre. Le récit consiste en une longue traversée de Paris par le narrateur, où les milieux de la littérature française et de l'art contemporain sont tournés en ridicule au passage,. Cet ouvrage est pour Nabe l'occasion d'une revanche sur le milieu littéraire,. En octobre, L'Homme qui arrêta d'écrire rejoint la troisième et dernière sélection du prix Renaudot. Il est d'autant plus remarqué par les médias que c'est la première fois qu'un ouvrage auto-édité se retrouve en situation d'obtenir un prix littéraire,. Le prix est finalement attribué en novembre à Virginie Despentes pour Apocalypse Bébé. Nabe commente peu après « C'était écrit : on s'est servi de la pauvre Virginie pour me bloquer. Sinistre cuisine des prix. Tant pis pour le Renaudot, pas pour moi qui ne demandais rien ». Il réaffirme à cette occasion son intention de ne jamais revenir dans le milieu de l'édition qui fait « trop de mal à la littérature ». Malgré son échec au Renaudot, L'Homme qui arrêta d'écrire est un succès commercial, avec près de 6 000 exemplaires vendus en une année.
Le 2 mai 2011, Nabe est invité par Frédéric Taddeï à réagir, dans son émission Ce soir (ou jamais !), à la mort d'Oussama ben Laden, tué la veille par l'armée américaine. Il se fait remarquer en contredisant tous les autres invités, parmi lesquels les spécialistes du monde arabe Jean-Pierre Filiu et Bassma Kodmani, en parlant de « l'immense défaite de l'Amérique » face à Al-Qaïda et en qualifiant les Américains de « gens bêtes et demeurés depuis des siècles ». Pierre-Yves Le Priol, dans La Croix, parle de Nabe comme d'un auteur qui « cultive son statut d'écrivain maudit » et « énonce les pires contre-vérités et a la coquetterie de se présenter en minoritaire malmené par la pensée dominante ». Il déplore à cette occasion l'« impunité » avec laquelle Nabe raconte « n'importe quoi, avec aplomb, à une caméra » et soupçonne Taddeï de l'avoir invité pour assurer le spectacle.
En octobre 2011, Nabe publie L'Enculé, son second livre « anti-édité » qui est également le premier ouvrage sur l'affaire Dominique Strauss-Kahn, survenue quatre mois plus tôt. Dans ce roman de 250 pages, l'auteur se met dans la tête de DSK qui raconte à la première personne son histoire et ses conséquences. Ce livre est l'occasion de nouvelles polémiques : dans Le Monde, Marc Weitzmann le qualifie de pamphlet antisémite. L'éditeur Léo Scheer, mis en cause lui aussi dans l'article de Weitzmann pour avoir édité Nabe, réagit en prenant la défense de l'écrivain dans une lettre publiée par Le Monde. Venu présenter son livre dans l'émission Ça balance à Paris, animée par Éric Naulleau, Nabe est violemment pris à partie par Philippe Tesson et Arnaud Viviant, l'un l'accusant d'avoir écrit un livre « immonde » et l'autre lui conseillant de se reconvertir dans les lettres de délation pour la Gestapo.
Le 2 mars 2012, il participe à Lille, aux côtés de Tariq Ramadan, à une conférence qui dresse un parallèle entre les révolutions arabes et les « révoltes des quartiers en France ».
Toujours en 2012, il réédite lui-même son premier livre, Au régal des vermines. La même année, Lucette est réédité chez Folio à l'occasion du centenaire de Lucette Destouches. Les droits restent réservés à Nabe, qui a autorisé Gallimard à publier le livre en poche.
En juillet 2013, pour financer son livre suivant, il expose ses tableaux à Aix-en-Provence. À cette occasion, il insulte les Aixois en installant dans la rue un panneau qui annonce « Tout Paris se fout de votre gueule, bande de ploucs ! Marc-Édouard Nabe expose en haut du cours Mirabeau et vous ne le savez même pas ! ».
Le 10 janvier 2014, en pleine affaire Dieudonné, il est invité dans l'émission Ce soir (ou jamais !) animée par Frédéric Taddeï et annonce un livre de mille pages sur le complotisme. En décembre de la même année, il crée une revue à la parution irrégulière, intitulée Patience, le titre étant choisi pour inviter son lectorat à « patienter » avant son prochain livre. Le premier numéro, consacré à l'État islamique, lui sert également à régler des comptes avec Alain Soral et Dieudonné avec lesquels il s'est brouillé après les avoir fréquentés. Les Inrockuptibles relèvent qu'« Au milieu de fulgurances stylistiques et de photos sanguinolentes d’exécutions ou de décapitations, [la prose de Nabe] se révèle tour à tour provocante, vulgaire, voire franchement outrancière lorsqu'il défend la geste de l'État islamique ». Le magazine range la revue de Nabe dans la « longue liste de bisbilles » que connaissent les milieux de la « dissidence », c'est-à-dire la mouvance animée par Alain Soral. Nabe reproche en effet à Soral et Dieudonné d'avoir « déshonoré l'antisionisme » en le faisant verser dans le complotisme et le négationnisme, alors que Dieudonné aurait pu être le « Coluche de la cause palestinienne ».
Entre décembre 2014 et le 7 janvier 2015, il tient une galerie auto-financée, rue Pierre-le-Grand à Paris, où il expose ses dessins de jeunesse publiés dans Hara-Kiri. Le soir du décrochage, il assiste aux réactions médiatiques à la suite du massacre de la rédaction de Charlie Hebdo. Jugeant que les frères Kouachi ont commis un acte « harakirien », il voit dans cet attentat « la vengeance de Choron » contre le « journal de guerre antimusulman qu'était devenu Charlie Hebdo ». Il en fait le sujet du second numéro de Patience qu'il publie en août 2015.
Entre septembre 2015 et janvier 2017, il finance une nouvelle galerie, située rue Frédéric-Sauton. Il y fait réaliser une série de vidéos diffusées sur YouTube, les Éclats de Nabe, qui mettent en scène les propos qu'il tient dans la galerie et ses interactions avec les gens qui la fréquentent. En mai 2016, en raison de ses écrits dans sa revue Patience, son propriétaire l'expulse de l'appartement qu'il lui prêtait depuis quinze ans. Il s'installe alors à l'étage de la galerie. Il expose ses peintures et, face au désintérêt qu'elles suscitent, organise en juillet 2016 l'exposition « Vieux vêtements », dans laquelle il expose ses habits usagés, qu'il vend à des prix dérisoires.
En mai 2017, Nabe publie le premier tome de son livre Les Porcs, un ouvrage qu'il annonçait depuis deux ans et dans lequel, sur mille pages, il dénonce Alain Soral et Dieudonné et, plus largement, les milieux complotistes. Laurent James, auteur d'une étude sur Nabe publiée dans un ouvrage consacré aux écrivains « maudits », juge que la violence des textes de Nabe « a réussi à dépasser le niveau physique du coup de poing » et qu'il « écrit désormais comme dans ces actes de guerre où, à partir d'un certain moment, il n'y a plus que les bombes pour s'exprimer », en ayant atteint « la solitude du kamikaze ».
En octobre 2018, Nabe accorde un entretien au journal suisse Le Matin Dimanche dans lequel il se dit victime depuis 2014 d'un boycott de la part des médias français, et déclare s'être installé à Lausanne en Suisse car la vie à Paris est devenue « impossible pour un écrivain qui veut rester libre ». Il annonce en outre que Les Porcs sera composé de trois tomes de mille pages chacun. En mars 2019, il publie Aux Rats des pâquerettes, un pamphlet de cent pages sur les Gilets jaunes avant de sortir, en juillet de la même année, Pornabe, quatrième numéro de sa revue Patience composé d'un éditorial et de 150 photographies pornographiques le représentant avec sa compagne, Alexandra.

## Thèmes et style
Laurent James, auteur d'un chapitre consacré à Nabe dans le livre Réprouvés, bannis, infréquentables, souligne chez lui l'aspect profondément conflictuel : c'est un écrivain qui a « pour vocation de s'essuyer sur les autres » et qui, finalement, « n'écrit pour Personne » en se positionnant contre tout le monde, y compris contre le lecteur lui-même. Considéré par ses détracteurs comme un « antisémite mégalomane, réactionnaire et provocateur », Nabe multiplie, dans nombre de ses écrits, les invectives — ordurières — et les provocations antijuives. Le Monde le décrit en 2015 comme un « pamphlétaire kamikaze étiqueté "antisémite" » dont le « fonds de commerce » est d'« agonir d'injures les gens qu’il méprise pour se mettre à dos tous les autres ». Caroline Fourest le qualifie en 2018 d'écrivain « qui se croit "subversif" parce qu'il imite Céline et qu'il ne sait pas finir une ligne de littérature sans ajouter "crouille" ou "pédé" ».
Laurent James dépeint les écrits de Nabe comme imprégnés de sensibilité religieuse : pour lui « toute l'œuvre de Nabe - littéraire et picturale, et même musicale - a pour but d'en finir avec l'indépendance du monde vis-à-vis du divin, en retrouvant le sens de la grâce, de la foi, de la providence et de la réalité ». À ses yeux — et paraphrasant Maritain — Nabe « n'agit pas en tant que chrétien, mais il agit en chrétien ». La logique sous-tendant l'écriture de Nabe est celle d'une recherche d'absolu, qui implique de s'opposer à la vulgarité de l'Occident contemporain. Outre ces préoccupations mystiques, James identifie trois « interactions fondamentales de l'univers littéraire nabien », la peinture, le cinéma et le jazz. Les livres de Nabe, outre ceux qu'il consacre à Billie Holiday, Django Reinhardt et Albert Ayler, contiennent des hommages à d'autres grands noms du jazz, comme Thelonious Monk.
Pour Laurent James, le cinéma et le jazz imprègnent l'écriture de Nabe car leur esthétique se rattache à une littérature dans laquelle la pensée repose sur le rythme : à ce titre, il compare le style de Nabe à ceux d'autres auteurs du XXe siècle imprégnés par la vitesse, Louis-Ferdinand Céline, Charles Péguy et Paul Morand. L'universitaire Pierre Glaudes, citant Nabe parmi les écrivains inspirés par Léon Bloy, établit un parallèle entre les démarches de diaristes des deux écrivains. Sur la forme, l'écrivain Michaël Prazan relève dans les écrits de Nabe une influence très marquée non seulement de Céline, mais également de Jean Genet. La synthèse des styles de ces deux auteurs est sensible dans l'emploi d'un langage discursif au ton parfois lyrique, de métaphores volontiers érotiques et de nombreuses phrases exclamatives.
Nabe s'attache également dans une partie de ses écrits à commenter, sous un angle très critique, le monde contemporain et l'actualité. Le 11 septembre marque à ce titre une rupture car cet évènement est à ses yeux le début d'une lutte « contre le néant de l'homme, de l'Occident et de la France ». Pour Laurent James, le 11 septembre représente le moment où « Nabe ne se sent plus étranger à l'actualité du monde » car il lui semble que les Arabes relèvent la tête. Cet évènement rejoint ses préoccupations religieuses. Outre sa passion pour le christianisme qui lui inspire le livre L'Âge du Christ, Nabe témoigne en effet d'un fort intérêt pour l'islam — à ses yeux la seule religion capable de défier l'Occident décadent — qui l'amène à voir dans Oussama ben Laden un personnage « biblique ». En 2003, il déclare sur le plateau d'une émission présentée par Thierry Ardisson que l'islam est « la seule religion qui pourrait être peut-être, un jour, quand on l'aura purgée de ses excès (...) être révolutionnaire. Révolutionnaire contre quoi ? Eh bien, contre l’empire du fric, l’empire de la superficialité, de la mondanité, de la frivolité, de la futilité ». L'année suivante, dans un article reproduit dans le recueil J'enfonce le clou, il qualifie les « Arabes intégrés » de « collabeurs » et d'« esclaves volontaires qui participent à l'entreprise industrielle de désislamisation généralisée ».
A contrario, il part en guerre dès ses premiers écrits contre la « sensibilité juive » qui est pour lui une négation de l'Incarnation. Il écrit en 2017, dans Les Porcs, « Je l'avais métaphoriquement montré dans Je suis mort : les Juifs sont du côté de la Mort, de l'Étant, comme dirait Heidegger ». Il se montre également très hostile à l'existence de l'État d'Israël, qui est à ses yeux une erreur historique car « Jésus lui-même avait considéré les Juifs comme apatrides ».

## Controverses

### Accusations d'antisémitisme
Nabe, qui se présente comme un « antisioniste viscéral » et un « combattant contre Israël », fait depuis la parution de son premier livre l'objet d'accusations non seulement de racisme antijuif, mais aussi et surtout d'antisémitisme, bien qu'il n'ait jamais été condamné. Cela a contribué à ce qu'il soit ostracisé dans une partie des milieux culturels. La LICRA, qui l'avait attaqué en justice sans succès en 1985, continue en 2018 de le qualifier d'« "essayiste" antijuif » et dénonce ses textes « orduriers » sur Israël et Auschwitz, qu'elle dit n'avoir pu poursuivre en raison de la prescription.
En 2004, sur France Inter, invité par Jacques Chancel dans l'émission Figure de Proue pour son livre J'enfonce le clou, Nabe conteste l'accusation d'antisémitisme  : « Qu'est-ce que c'est, un antisémite ? C'est quelqu'un qui ne supporte pas les Juifs, c'est ça. Eh bien, moi je supporte les Juifs. Simplement, je ne supporte pas les intellectuels d'origine juive, comme dit Tariq Ramadan, qui eux ne voient que l'intérêt du judaïsme et surtout d'Israël ». Il affirme qu'il n'y a aucun rapport entre la Terre promise et la Shoah et que sa génération ne doit pas se refuser de critiquer la politique israélienne sous prétexte que l'Occident s'est rendu responsable des camps de la mort.
En 2011, quand Marc-Édouard Nabe publie L'Enculé, son roman consacré à l'affaire Dominique Strauss-Kahn, le critique littéraire Marc Weitzmann qualifie dans Le Monde ce livre de «  pamphlet obscène et antisémite  » et dénonce la «  complaisance  » dont son auteur fait l'objet de la part de «  figures influentes du Paris littéraire  ». Citant de nombreux passages insultants et scabreux parsemés d'allusions à la judéité d'Anne Sinclair et d'autres personnalités, le journaliste conclut que Nabe exprime dans ce livre une «  abjection  » qui confine «  à la bêtise la plus foireuse, à la médiocrité littéraire la plus crasse, à la perversion la plus ordinairement suicidaire  ». L'éditeur Léo Scheer, cité dans cet article, défend Nabe dans une lettre adressée au Monde et publiée par le journal, en affirmant : « s'il y avait chez l'auteur dont j'ai publié et je publierai les textes une quelconque incitation à l'antisémitisme ou au négationnisme, je ne les éditerais pas et ils auraient été condamnés depuis longtemps par la justice française, très ferme sur ces sujets ». Le journaliste et éditeur Arnaud Viviant, dans Ça balance à Paris, qualifie L'Enculé de « pornographie antisémite ».
L'écrivain Michaël Prazan, dans un ouvrage paru en 2005 et consacré au discours antisémite, aborde le cas de Nabe qu'il qualifie de « pamphlétiste rouge-brun » et d'« anarchiste de droite tiers-mondiste ». Il analyse notamment Une lueur d'espoir, son pamphlet sur le 11 septembre, dans lequel il perçoit un « non-dit antisémite », qu'il s'agisse des passages critiquant la société capitaliste et la « Grande enculerie yankee », de ceux où Nabe regrette une possible paix au Proche-Orient car celle-ci anéantirait la combativité des fedayin, ou bien du style d'écriture qui, selon Prazan, pastiche celui de Céline. Dans une tribune publiée en 2014 par Le Monde dans le contexte de l'affaire Dieudonné, Prazan classe à nouveau Nabe parmi les « écrivains antisémites ». L'un des anciens amis de Nabe, Yann Moix, dit avoir rompu avec lui en 2007 car il se définissait de plus en plus comme un adversaire d'Israël. Il commente à ce propos : « On peut côtoyer des antisémites pendant des années sans savoir qu'ils le sont parce qu'eux-mêmes ne le savent pas. Nabe adore se faire détester par ses amis ».
L'écrivain Patrick Besson, soutien habituel de Nabe, défend ce dernier et parle, dans la revue L'Infini, d'une « légende de Nabe antisémite » forgée par des personnalités juives insultées par Nabe, en remarquant que « les goys qu'il a humiliés à la télé ou dans ses ouvrages ne l'ont pourtant pas traité d'antigoyite ».

### Apologie du terrorisme islamiste
À compter des années 2000, Nabe fait à nouveau polémique en se livrant à un éloge du terrorisme islamiste. Après les attentats du 11 septembre 2001, qui lui inspirent le livre Une lueur d’espoir, il se félicite de la « raclée apocalyptique » infligée aux « criminels de la civilisation de néoconservation » et présente Oussama ben Laden comme un défenseur des opprimés. Il écrit à propos du chef d'Al-Qaïda : « C'est tout à fait comme ça que je vois le Christ » et se demande « si ce n'est pas la Terreur qui sauvera le monde ». Nabe opère un rapprochement littéraire entre les attentats aux États-Unis et le chapitre de l'Apocalypse sur la chute de Babylone. Michaël Prazan juge qu'avec ce livre, Nabe « inverse, d'un point de vue quasiment dramaturgique, les rôles tenus par les victimes et les assassins. La "lueur d'espoir", pour Nabe, se trouve dans la beauté du geste (les attentats) comme dans le sombre mysticisme des terroristes islamistes, tandis que l'Amérique, "vide", veule, "pseudo-démocratique", se serait condamnée à un autisme arrogant et meurtrier qu'elle paye au prix fort » : il conclut que Nabe verse dans l'« apologie de l'islamisme terroriste ». L'universitaire Fanny Mahy estime toutefois que Nabe « s'emploie essentiellement à incriminer le traitement médiatique » des attentats tout en « déplorant les conséquences humaines désastreuses », l'admiration exprimée pour l'acte terroriste n'étant pas détachable de la critique du « conformisme social médiatique ».
Par la suite, Nabe fréquente pendant un temps Alain Soral et Dieudonné,, mais il finit par se brouiller avec eux en raison de leur adhésion aux théories du complot sur le 11 septembre, alors que lui-même considère ces attentats comme un acte de résistance. Il écrit plus tard le livre Les Porcs pour dénoncer la mouvance conspirationniste.
Dans les années 2010, y compris après les attentats de janvier 2015 et ceux de novembre, il maintient ses opinions concernant le djihadisme. À la suite de l'attentat contre Charlie Hebdo, il poste une vidéo où il apparaît exultant à l'annonce de la mort des membres de la rédaction, et notamment de Charb,. Conspiracy Watch le décrit comme un écrivain « qui rêve d'une réconciliation entre Daech et Al-Qaïda "contre la Coalition" et fait l'apologie du terrorisme, de l'État islamique et de la décapitation ». De même, le politologue et spécialiste de l'islam Gilles Kepel le présente comme un « thuriféraire de Daesh ». Kepel rapporte que dans sa revue auto-éditée Patience, Nabe se livre à un panégyrique de l'organisation terroriste dont il décrit, sur un ton exalté, l'idéalisme des combattants, dans des textes accompagnés d'images sanglantes, « quasi pornographiques », d'exécutions commises par l'État islamique. Le guide Hervé Gourdel, assassiné par les djihadistes, est tourné en dérision au passage.
Nabe écrit notamment, dans Patience, « J’adore Al-Qaïda, et Al-Zawahiri tient magnifiquement la barre après l’exécution dégueulasse d’Oussama. Mais le projet de Baghdadi et de l'État islamique va naturellement dans le sens de l’histoire. » Il qualifie également les prêches du chef de l'EI de « modèle de juste mesure dans la croyance offensive ». Sa prose est longuement reproduite dans Dar Al Islam, le magazine en ligne francophone de l'État islamique,,. Gilles Kepel range les écrits de Nabe parmi les exemples de l'attrait que le djihadisme exerce sur certaines radicalités politiques de gauche comme de droite. Dans le cas de Nabe, il analyse les positions de ce dernier comme « des passerelles établies entre un salafisme auquel l'auteur ne comprend rien et les causes de toutes sortes dont il se fait le porte-voix pourvu qu'elles lui semblent lutter contre un "système" qui n'a pas reconnu son talent ».
En 2017, Nabe dédie le premier tome des Porcs aux « kamikazes du 11 Septembre, morts pour la Justice et dont la mission, le sacrifice — et même l'existence — sont niés, quinze ans après ! par la plupart de leurs "frères" ».
Les écrits de Nabe lui valent de devenir populaire parmi certains sympathisants français de l'État islamique. En juin 2017, il fait partie des destinataires d'un communiqué signé par les « soldats du Califat en France » (groupe armé salafiste djihadiste) et menaçant la France de représailles, qu'il relaie ensuite sur Twitter. L'authenticité de ce communiqué est d'abord mise en doute par les spécialistes du djihadisme, qui évoquent la possibilité d'une imposture. Le 19 juin, cependant, un homme est tué alors qu'il tente une attaque à la voiture-bélier sur les Champs-Élysées à Paris : les enquêteurs soupçonnent l'auteur de l'acte d'être également celui du communiqué relayé par Nabe.

## Livres

### Romans
- Le Bonheur, Denoël, 1988, 506 p. (ISBN 2207234061)
- Visage de Turc en pleurs, éditions Gallimard, coll. L'infini, 1992, 226 p. (ISBN 2070727734)
- Lucette, Gallimard, coll. Blanche, 1995, 347 p. (ISBN 2070739341)
  - rééd., coll. Folio, 2012, 432 p. (ISBN 9782070448821)
- Je suis mort, Gallimard, collection L'Infini, 1998, 110 p. (ISBN 2070752070)
- Alain Zannini, éditions du Rocher, 2002, 811 p. (ISBN 2268044203)
- Printemps de feu, éditions du Rocher, 2003, 299 p. (ISBN 2268047717)
- L'Homme qui arrêta d'écrire, auto-édition, 2010, 695 p. (ISBN 9782953487909)
- L'Enculé, auto-édition, 2011, 250 p. (ISBN 9782953487916)

### Essais
- Au régal des vermines, éditions Barrault, 1985, 283 p. (ISBN 2736000188)
  - rééd., précédé du Vingt-septième livre, Le Dilettante, 2005, 384 p. (ISBN 9782842631192)
  - rééd., auto-édition, 2012, 304 p. (ISBN 9782953487923)
- Zigzags, éditions Barrault, 1986, 272 p. (ISBN 2736000404)
- L'Âme de Billie Holiday, Denoël, 1986, 248 p. (ISBN 2207232603)
  - Rééd, éditions de la Table ronde, coll. La Petite Vermillon, 2007, 270 p. (ISBN 9782710329558)
- La Marseillaise, Le Dilettante, 1989, 48 p. (ISBN 2905344326)
  - Rééd.2009, 48 p  (ISBN 9782842631703)
- Rideau, éditions du Rocher, 1992, 252 p. (ISBN 2268013111)
- L'Âge du Christ, éditions du Rocher, 1992, 133 p. (ISBN 2268013987)
- Nuage Le Dilettante, 1993, 69 p  (ISBN 2905344687)
  - rééd. Le Dilettante, 2009, 69 p. (ISBN 9782842631697)
- Une lueur d'espoir, éditions du Rocher, 2001, 152 p. (ISBN 226804212X)
- Le Vingt-septième Livre, Le Dilettante, 2009, 93 p. (ISBN 9782842631680)
- Les Porcs 1, auto-édition, 2017, 1000 p. (ISBN 9782953487947)
- Aux rats des pâquerettes, auto-édition, 2019, 100p.  (ISBN 9782953487954)
- Les Porcs 2, auto-édition, 2021, 1104p.  (ISBN 9782953487961)

### Journal intime
- Nabe's Dream, éditions du Rocher, 1991, 962 p. (ISBN 22681102X) édité erroné
- Tohu-Bohu, éditions du Rocher, 1993, 824 p. (ISBN 2268015483)
- Inch'Allah, éditions du Rocher, 1996, 962 p. (ISBN 2268022978)
- Kamikaze, éditions du Rocher, 2000, 1302 p. (ISBN 2268034186)

### Recueils

#### Articles
- Oui, éditions du Rocher, 1998, 384 p. (ISBN 2268031276)
- Non, éditions du Rocher, 1998, 376 p. (ISBN 226803125X)
- J'enfonce le clou, éditions du Rocher, 2004, 343 p. (ISBN 2268052559)

#### Aphorismes
- Chacun mes goûts, Le Dilettante, 1986, 39 p.  (ISBN 2905344091)
  - Rééd, 2009, 39 p.  (ISBN 9782905344090)
- Petits riens sur presque tout, éditions du Rocher, 1992, 222 p.  (ISBN 2268013995)

#### Poésie
- Loin des fleurs, Le Dilettante, 1998, 78 p. (ISBN 2842630181)
  - Rééd. 2009, 78 p. (ISBN 9782842630188)

#### Nouvelles
- K.-O. et autres contes, éditions du Rocher, 1998, 327 p. (ISBN 2268030334)

#### Entretiens
- Coups d'épée dans l'eau, éditions du Rocher, 1999, 577 p. (ISBN 2268026221)

### Contributions à des ouvrages collectifs
- « Le Coup de grâce », dans 10 ans pour rien ? Les années 80, éditions du Rocher, 1990, 161p. (ISBN 2268009114) (reproduit dans Non)
- « Le Jeu d'être un autre », dans Claude Beylie et André Bernard, Robert Le Vigan, Désordre et génie, Pygmalion, 1996, 239 p.  (ISBN 9782857044932) (reproduit dans Oui)
- « Soupe aux anars », dans Leo Mc Carey, Le Burlesque des sentiments, Mazzotta, 1998, 85 p. (ISBN 9782900596234) (reproduit dans Oui)

### Anthologie
- Morceaux choisis, textes sélectionnés par Angie David, Léo Scheer, 2006, 490 p.,  (ISBN 978-2756100319)
- L'intégrale, écrits parus au Dilettante de 1986 à 2006, Le Dilettante, 2022, 288 p.  (ISBN 9791030800647)